# Atrichopogon seminitidus
Atrichopogon seminitidus är en tvåvingeart som beskrevs av Maurice Emile Marie Goetghebuer 1947. Atrichopogon seminitidus ingår i släktet Atrichopogon och familjen svidknott. Inga underarter finns listade i Catalogue of Life.